# Humo diésel

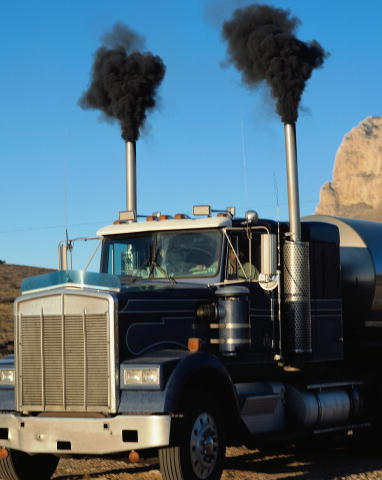
Humo diésel producido por un camión

El humo diésel es el resultado de la combustión del combustible diésel.
Contiene cientos de compuestos químicos emitidos en fase gaseosa o fase particulada. Los principales productos gaseosos son dióxido de carbono (CO2), oxígeno, nitrógeno y vapor de agua. También están presentes el monóxido de carbono (CO), el dióxido de azufre, los óxidos de nitrógeno (NOx), los hidrocarburos y sus derivados. El benceno, el tolueno, el benzopireno y otros hidrocarburos aromáticos policíclicos (HAP) también están presentes en la parte gaseosa.
La característica principal de las emisiones diésel es que se producen partículas en una proporción 20 veces superior a la de los motores de gasolina.
Las partículas están compuestas de carbono elemental (hollín), compuestos orgánicos absorbidos por el gasoil y el aceite lubricante, sulfatos del azufre del gasoil y trazas de componentes metálicos. La mayor parte de la materia particulada tiene entre 0,02 y 0,5 µm (un micrómetro es la milésima parte de un milímetro).
Las partículas que tienen un diámetro menor a 10 micrómetros se denominan PM10.
Las partículas finas tienen un diámetro menor a 2,5 micrómetros y se denominan PM2.5.
Las partículas submicrométricas tienen un diámetro menor de 1 μm y se denominan PM1.
Las partículas ultrafinas tienen un diámetro menor de 0,1 μm y se denominan PM0.1.
Las partículas más grandes son visibles como humo y caen relativamente pronto, mientras que las partículas más pequeñas pueden permanecer suspendidas en el aire largos períodos de tiempo y son las más dañinas para la salud porque pueden penetrar profundamente en los pulmones.
También contiene nanopartículas volátiles que en un 95% es aceite lubricante no quemado.
Algunos problemas asociados con los gases de escape pueden ser mitigados con catalizadores y filtros de partículas.
La combustión de diésel contribuye al calentamiento global.

## Combustión
La combustión es una reacción química en la que un material se combina con oxígeno (O) produciendo calor. La combustión de combustibles que contienen carbono (C) e hidrógeno (H) es completa cuando estos dos elementos se oxidan por completo y producen dióxido de carbono (CO2) y agua (H2O).
La combustión incompleta produce:
- cantidades apreciables de carbono presentes en las cenizas.
- emisiones de monóxido de carbono.
- moléculas de productos más complejas que las moléculas del combustible inicial. Estas moléculas son emitidas como humo.[1]

Se producen 2,35 kg de CO2 en la combustión de un litro de gasolina que no contenga etanol (19,64 libras de CO2 en la combustión de un galón de gasolina).
Se producen 2,68 kg de CO2 en la combustión de un litro de diésel (22,38 libras de CO2 en la combustión de un galón de diésel).
En 2012 el consumo mundial de petróleo fue de 89,4 millones de barriles (de 158,98 litros) al día de media, lo que es igual a 14 212 millones de litros al día.

## Afecciones a la salud

### IARC de la OMS
El 12 de junio de 2012 la Agencia Internacional para la Investigación del Cáncer (IARC), que forma parte de la Organización Mundial de la Salud (OMS) clasificó el humo diésel como carcinógeno para los humanos (Grupo 1). La categoría 'Grupo 1' se utiliza cuando hay datos probatorios suficientes de la carcinogenicidad en seres humanosSe basó en las evidencias que muestran un riesgo aumentado para el cáncer de pulmón debido a la exposición al humo diésel.
IARC es parte de la OMS y tiene como misión coordinar y llevar a cabo investigación sobre las causas del cáncer, los mecanismos de la carcinogénesis y desarrollar estrategias científicas para el control del cáncer. La agencia está involucrada en epidemiología e investigación de laboratorio y divulga información en prensa, congresos, cursos y publicaciones.

El 25 de marzo de 2014 la OMS informó de que en 2012 unos 7 millones de personas murieron –una de cada ocho del total de muertes en el mundo- como consecuencia de la exposición a la contaminación atmosférica. Esta conclusión duplicó con creces las estimaciones anteriores y confirmó que la contaminación atmosférica constituye en la actualidad, por sí sola, el riesgo ambiental para la salud más importante del mundo. Si se redujera la contaminación atmosférica podrían salvarse millones de vidas.
En particular, los nuevos datos revelaron un vínculo más estrecho entre la exposición a la contaminación atmosférica en general y la del aire de interiores y las enfermedades cardiovasculares, como los accidentes cerebrovasculares y las cardiopatías isquémicas, así como entre la contaminación atmosférica y el cáncer. Esto es además de la función que desempeña la contaminación atmosférica en el desarrollo de enfermedades respiratorias, como las infecciones respiratorias agudas y las neumopatías obstructivas crónicas.
La OMS estimó que la contaminación del aire de interiores tuvo que ver con 4,3 millones de muertes en 2012 en hogares en los que para cocinar se utilizan estufas de carbón, leña y biomasa. La nueva estimación se explica por la mejor información sobre la exposición a la contaminación entre los 2900 millones de personas que se calcula que viven en hogares en los que se utiliza leña, carbón o bosta como combustibles principales para cocinar, así como por las pruebas de que la contaminación atmosférica está relacionada con el desarrollo de enfermedades cardiovasculares y neumonías, y cánceres.
En el caso de la contaminación atmosférica, la OMS estima que en 2012 se produjeron 3,7 millones de muertes a causa de fuentes urbanas y rurales en todo el mundo.
En la evaluación se incluyó el siguiente desglose de las muertes atribuidas a enfermedades específicas, lo que pone de relieve que la gran mayoría de las muertes vinculadas a la contaminación atmosférica se deben a enfermedades cardiovasculares:
Muertes debidas a la contaminación atmosférica – desglose por enfermedad:
- 40% – cardiopatía isquémica;
- 40% – accidente cerebrovascular;
- 11% – neumopatía obstructiva crónica;
- 6% - cáncer de pulmón; y
- 3% – infección aguda de las vías respiratorias inferiores en los niños.

Muertes debidas a la contaminación del aire de interiores – desglose por enfermedad:
- 34% - accidente cerebrovascular;
- 26% - cardiopatía isquémica;
- 22% - neumopatía obstructiva crónica;
- 12% - infección aguda de las vías respiratorias inferiores en los niños; y
- 6% - cáncer de pulmón.[6]

La OMS afirmó en marzo de 2013 que cada año los accidentes de tráfico causan la muerte de aproximadamente 1,24 millones de personas en todo el mundo. En comparación, se produjeron el triple de muertes (3,7 millones de muertes) por la contaminación atmosférica en 2012 en todo el mundo.
AEA!

### ARB de California
En 1998 ARB (Air Resources Board de California) identificó la materia particulada diésel (PM) como un tóxico contaminante del aire basado en el potencial para producir cáncer y otras afecciones a la salud.  
Los riesgos para la salud son mayores en áreas de emisiones concentradas, como los puertos, líneas ferroviarias, autopistas, carreteras y polígonos industriales.
La exposición a la materia particulada diésel (PM) es un riesgo para la salud, particularmente para los niños, porque sus pulmones están en desarrollo, y para los ancianos ya que puede sumarse a otros problemas de salud. La PM es uno de los componentes principales de la contaminación en muchas ciudades. La exposición a la materia particulada de diésel (PM10 y PM2.5) se asocia con enfermedades pulmonares, cardiacas y muerte prematura, entre otras enfermedades.
El humo diésel contiene más de 40 sustancias calificadas por la Environmental Protection Agency (EPA) como contaminantes del aire peligrosos. 15 de esas sustancias están identificadas como cancerígenas para los humanos por la IARC. Algunas de estas sustancias son: acetaldehído, compuestos de antimonio, arsénico, benceno, compuestos de berilio, dioxinas y dibenzofuranos, formaldehído, plomo inorgánico, compuestos de mercurio y estireno.
Varios estudios demostraron que las partículas del humo diésel inducen reacciones inmunológicas y respuestas inflamatorias localizadas en humanos. También actúan como potenciadores de las alergias al polen.
Más de 30 estudios epidemiológicos evidenciaron que las exposiciones laborales a largo plazo estaban asociadas a un 40% de incremento en el riesgo relativo de padecer cáncer de pulmón. Estos hallazgos fueron consistentes y no debidos al azar.
Basándose en las evidencias científicas no se ha identificado un nivel mínimo por debajo del cual no haya efectos carcinogénicos del humo diésel.

### Agencia Europea del Medio Ambiente
El 30 de noviembre de 2015 la Agencia Europea del Medio Ambiente (EEAA) afirmó en un informe que la contaminación del aire es el mayor riesgo ambiental para la salud en Europa. Acorta la vida de las personas y contribuye a enfermedades graves como las cardiovasculares, respiratorias y el cáncer. El informe publicado calcula que la polución del aire sigue siendo la responsable de 430000 muertes prematuras en Europa.
En 2012 las muertes prematuras en España atribuibles a la materia particulada PM2.5 fueron de 25500, al ozono fueron 1800 y al dióxido de nitrógeno fueron 5900, lo que hacía un total de 33200 muertes prematuras.
En 2013 el 87% de población urbana de la UE sufrieron exposiciones a concentraciones de PM2.5 que superaban los valores marcados por la OMS (10 µg/m³ de media anual) para proteger la salud humana. Como los valores marcados por la UE eran menos estrictos solo el 9% estuvo expuestos a concentraciones superiores a la normativa europea (25 µg/m³ de media anual).
En 2013 la exposición al ozono en las ciudades se mantuvo muy alta ya que el 98% de la población urbana de la UE-28 estuvo expuesta a concentraciones superiores a las marcadas por la OMS (100µg/m³ de media en 8 horas). El 15% tuvo exposiciones por encima de los valores europeos (120 µg/m³ de media en 8 horas). Las altas concentraciones de ozono dañan las cosechas, los bosques y plantas al reducir su crecimiento y rendimiento.
El dióxido de nitrógeno afecta directamente al sistema respiratorio y también contribuye a la formación de materia particulada (PM) y ozono. En 2013 el 9% de la población urbana de la UE-28 estuvo expuesta a concentraciones por encima de las marcadas por la OMS y la UE (40 µg/m³ de media anual).
El benzopireno es un contaminante orgánico cancerígeno. La exposición al benzopireno está muy extendida en Europa. Un 25% de la población urbana estuvo expuesta a concentraciones de benzopireno superiores a las marcadas por la norma europea, lo que supuso que un 91% superó los niveles marcados por la OMS.

### Exposición a contaminantes dentro del vehículo
Los vehículos no son herméticos. Los cambios de presión en un vehículo en movimiento implican decenas de intercambios de aire con el exterior cada hora incluso con las ventanillas cerradas. En comparación en una casa solo hay 2 intercambios en una hora.
Otro aspecto fundamental es que las concentraciones en la carretera son varias veces superiores al ambiente. Y en el centro de la carretera pueden ser varias veces superiores a los lados de la carretera. Es precisamente el aire del centro de la carretera el que entra en los vehículos en movimiento.
En 1997 en Sacramento y Los Ángeles un estudio de ARB (Air Resources Board de California) halló que las concentraciones de compuestos aromáticos como el benceno eran entre 4 y 8 veces superiores dentro de los vehículos que en el aire del ambiente urbano.
La concentración de materia particulada diésel (PM) dentro de los vehículos es entre 5 y 15 veces superior al ambiente.
El 1,3-butadieno tiene una concentración dentro de los vehículos entre 50 y 100 veces superior al ambiente.

### Exposición a humo diésel en autobuses escolares
En octubre de 2003 la Universidad de California publicó el estudio Children’s School Bus Exposure Study que realizó mediciones de contaminación dentro de los autobuses escolares.
Halló concentraciones de contaminantes relacionados con el diésel (DRP) significativamente superiores dentro del autobús debido a la auto-contaminación producida por la introducción no deseada del humo en la cabina de pasajeros. El efecto era peor con las ventanillas cerradas. Las concentraciones de DRP fueron 2.5 veces mayores con las ventanillas cerradas que con las ventanillas abiertas.
La densidad del tráfico es fundamental en la exposición. Con las ventanillas abiertas las concentraciones de DRP fueron dos o tres veces mayores en una ruta urbana que una ruta rural.
Con las ventanillas cerradas las concentraciones de DRP fueron entre 2 y 5 veces superiores en los autobuses diésel convencionales que en los equipados con filtros de partículas o propulsados por gas.
Las mayores exposiciones se producen en el viaje y no en las paradas para subir o dejar pasajeros. En las escuelas mantener el motor al ralentí está prohibido en California debido a una normativa propuesta por el Air Resources Board (ARB) de California.
Para un niño que viaje 13 años en autobús escolar se calcula que la exposición a la materia particulada (PM) incrementa en un 4% su riesgo de padecer cáncer, en un 6% los síntomas respiratorios y en 1% las hospitalizaciones por asma.

### Clean School Bus USA
En Estados Unidos la preocupación por la exposición al humo diésel de los niños que van en autobuses escolares diésel ha llevado a la EPA a publicar la iniciativa Clean School Bus USA en un esfuerzo por reducir la exposición de los estudiantes. La iniciativa va dirigida a las escuelas, empresas de transporte, responsables de salud pública y organizaciones sociales para:
- evitar que los autobuses permanezcan al ralentí innecesariamente
- realizar modificaciones en los autobuses para instalar tecnologías para el control de emisiones y para que puedan utilizar combustibles más limpios
- reemplazar los autobuses viejos por otros menos contaminantes.

Todos los días 25 millones de niños estadounidenses viajan en autobuses escolares, en los que permanecen una media de 90 minutos cada día. Los autobuses de Estados Unidos recorren 6 437 000 000 kilómetros al año.

### Evaluación
El grupo de trabajo de la OMS revisó las evidencias científicas y concluyó que hay suficientes evidencias en humanos sobre la carcinogénesis debida al humo diésel. El grupo de trabajo afirmó que el humo diésel es la causa de cáncer de pulmón (evidencia suficiente) y comprobó que hay una asociación positiva (evidencia limitada) con el riesgo de cáncer de vejiga (Grupo 1). El grupo de trabajo concluyó que el humo de gasolina es posiblemente carcinogénico para humanos (Grupo 2B).

### Salud pública
Grandes poblaciones están expuestas al humo diésel todos los días, tanto en su trabajo como en el aire que les rodea. El humo diésel procede del escape de coches, camiones, trenes diésel, generadores diésel y barcos.
Los gobiernos disponen de evidencias sobre las que regular los niveles de emisiones de humo diésel junto con los fabricantes de motores y refinerías.
Las preocupaciones medioambientales han llevado a acciones reguladoras para reducir los niveles de emisiones de los motores. Esto ha reducido los niveles de azufre en el combustible diésel, ha cambiado el diseño de los motores para que la combustión sea más eficiente y ha reducido las emisiones con tecnologías para el control del escape.
En los países en desarrollo los motores sin las nuevas tecnologías tardarán muchos años en reemplazarse porque sus legislaciones son menos estrictas o inexistentes en este aspecto.
El presidente del IARC, Doctor Christopher Portier, afirmó que: 

La evidencia científica es contundente y conclusión del Grupo de Trabajo fue unánime: el humo diésel causa cáncer en humanos. Dados los impactos adicionales de las partículas diésel, la exposición a esta mezcla química debería reducirse en todo el mundo.

El director de los Programas Monográficos del IARC, Doctor Kurt Straif, afirmó: 

Los estudios principales que llevaron a esta conclusión fueron realizados en trabajadores con altas exposiciones. Sin embargo, sabemos que en otros carcinógenos como el radón, los estudios iniciales que muestran un riesgo en los grupos de trabajadores altamente expuestos son continuados por otros estudios con resultados positivos en la población general. Por tanto, se deben tomar medidas para reducir la exposición en los trabajadores como en la población general.

El Doctor Christopher Wild, Director del IARC, dijo: 

El papel del IARC es establecer las bases para unas decisiones regulatorias a nivel nacional e internacional que garanticen la salud. El énfasis debe ser global, incluyendo las poblaciones más vulnerables en los países en desarrollo donde las nuevas tecnologías y las medidas de protección tardarían muchos años en adoptarse.

En Alemania (con 82 millones de habitantes) la exposición al humo diésel en 2001 produjo al menos 14 400 fallecimientos según el informe oficial número 2352 de la Agencia Federal Ambiental de Alemania (Umweltbundesamt Berlin).
En un estudio de ARB (Air Resources Board de California) se calculó que la materia particulada procedente de diésel (PM) produjo 1 200 muertes prematuras en el estado de California en 2005.

### Enfermedades laborales

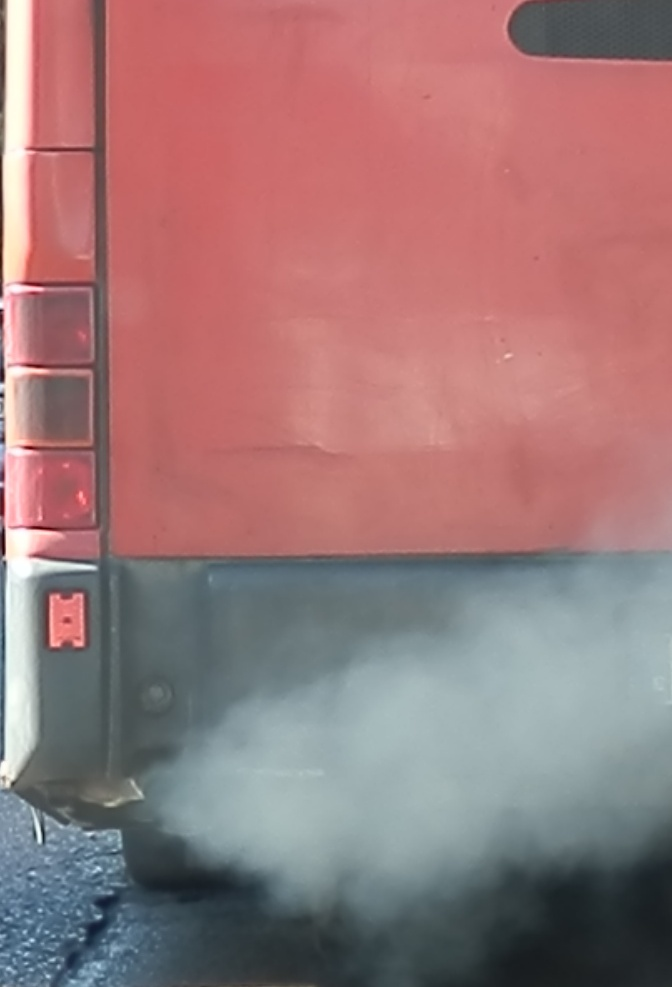
Humo diésel producido por un autobús

La exposición al humo diésel es un riesgo laboral para mineros, camioneros, taxistas, trabajadores de autopistas, vigilantes de estacionamientos subterráneos y operarios de maquinaria diésel.

### Estudios en mineros
En marzo de 2012 el US National Cancer Institute/National Institute for Occupational Safety and Health publicó un amplio estudio que mostraba que la exposición laboral de los mineros a tales emisiones casi triplicaba el riesgo de padecer cáncer de pulmón. El estudio costó 11,5 millones de dólares y realizó un seguimiento durante 50 años (de 1947 a 1997) de 12 315 mineros expuestos al humo diésel en 8 minas. Se realizaron mediciones periódicas, se tomaron datos de exposición y se estudiaron las medidas de higiene y protección.
Los resultados de la mortalidad estandarizada fueron:
- cáncer de pulmón: 1,26, 95% con un intervalo de confianza [CI] = 1,09 a 1,44
- cáncer de esófago: 1,83, 95% con un intervalo de confianza [CI] = 1,16 a 2,75
- neumoconiosis: 12,90, 95% con un intervalo de confianza [CI] =  6,82 a 20,12

Estos resultados eran superiores en todos los casos a la mortalidad de la población del estado en estudio.
En febrero de 2011 otro estudio sobre mineros en los que se tuvo en cuenta el consumo de tabaco concluyó que la cuarta parte que tenía exposiciones superiores al humo diésel multiplicaba por 3 el riesgo de padecer un cáncer de pulmón. (OR = 3.20, 95% CI = 1.33 a 7.69)
La exposición al humo diésel está representada por carbono elemental respirable (REC).
Los mineros del cuarto más expuesto recibieron una REC >1005 μg/m³.año, y los del cuarto menos expuesto recibieron una REC <304 μg/m³.año.

### Estudios en camioneros
Un estudio sobre 31 135 camioneros llevado a cabo desde 1985 hasta 2000 concluyó que la mortalidad por cáncer de pulmón se incrementó de acuerdo a la exposición acumulada al humo diésel. La relación entre exposición y cáncer de pulmón fue lineal. Por cada 1,000-µg/m³-mes de exposición acumulada a EC (carbono elemental), basado en un período de exposición de 5 años, la ratio de peligro (HR) fue de 1.07 [95% intervalo de confianza (CI): 0.99, 1.15] con una asociación similar para períodos de 10 años [HR = 1.09 (95% CI: 0.99, 1.20)].

## Componentes químicos
Lista de componentes químicos que se han encontrado en el humo diésel.
| Contaminante                                                                          | Nota                                                            |
| ------------------------------------------------------------------------------------- | --------------------------------------------------------------- |
| acetaldehído                                                                          | Lista de carginógenos del Grupo 2B del IARC                     |
| acroleína                                                                             | Lista de carginógenos del Grupo 3 del IARC                      |
| anilina                                                                               | Lista de carginógenos del Grupo 3 del IARC                      |
| componentes de antimonio                                                              | Toxicidad similar al envenenamiento por arsénico                |
| arsénico                                                                              | Lista de carginógenos del Grupo 1 del IARC, disruptor endocrino |
| benceno                                                                               | Lista de carginógenos del Grupo 1 del IARC                      |
| componentes de berilio                                                                | Lista de carginógenos del Grupo 1 del IARC                      |
| bifenilo                                                                              | Tiene una toxicidad baja                                        |
| bis(2-etilexil)talato                                                                 | Disruptor endocrino                                             |
| 1,3-butadieno                                                                         | Lista de carginógenos del Grupo 2A del IARC                     |
| cadmio                                                                                | Lista de carginógenos del Grupo 1 del IARC, disruptor endocrino |
| cloro                                                                                 |                                                                 |
| clorobenceno                                                                          | Tiene una toxicidad moderada                                    |
| componentes de cromo                                                                  | Lista de carginógenos del Grupo 3 del IARC                      |
| componentes de cobalto                                                                |                                                                 |
| isómeros de cresol                                                                    |                                                                 |
| componentes de cianuro                                                                |                                                                 |
| dibutil talato                                                                        | Disruptor endocrino                                             |
| 1,8-dinitropireno                                                                     | Carcinógeno                                                     |
| dioxinas y dibenzofuranos                                                             |                                                                 |
| etil benceno                                                                          |                                                                 |
| formaldehído                                                                          | Lista de carginógenos del Grupo 1 del IARC                      |
| plomo inorgánico                                                                      | Disruptor endocrino                                             |
| componentes de manganeso                                                              |                                                                 |
| componentes de mercurio                                                               | Lista de carginógenos del Grupo 3 del IARC                      |
| metanol                                                                               | Puede causar ceguera                                            |
| metil etil cetona                                                                     | Puede causar defectos de nacimiento                             |
| naftaleno                                                                             | Lista de carginógenos del Grupo 2B del IARC                     |
| níquel                                                                                | Lista de carginógenos del Grupo 2B del IARC                     |
| 3-Nitrobenzantrona                                                                    | Uno de los cancerígenos más potentes conocidos                  |
| 4-nitrobifenilo                                                                       |                                                                 |
| fenol                                                                                 | Disruptor endocrino                                             |
| fósforo                                                                               |                                                                 |
| materia orgánica policíclica, incluyendo hidrocarburos policíclicos aromáticos (PAHs) |                                                                 |
| propionaldehído                                                                       |                                                                 |
| compuestos de selenio                                                                 | Lista de carginógenos del Grupo 3 del IARC                      |
| estireno                                                                              | Lista de carginógenos del Grupo 2B del IARC                     |
| tolueno                                                                               | Lista de carginógenos del Grupo 3 del IARC                      |
| xileno isómeros y mezclas: o-xilenos, m-xilenos, p-xilenos                            | Lista de carginógenos del Grupo 3 del IARC                      |

Grupo 1: El agente es carcinógeno para los seres humanos. Esta categoría se utiliza cuando hay datos probatorios suficientes de la carcinogenicidad en seres humanos.
Grupo 2: Esta categoría incluye agentes para los cuales, en un extremo, el grado de datos probatorios sobre la carcinogenicidad en seres humanos casi es suficiente, así como aquellos para los cuales, en el otro extremo, no hay datos humanos, pero si hay pruebas científicas de carcinogenicidad en animales de laboratorio.
Grupo 2A: El agente es probablemente carcinógeno para los seres humanos. Esta categoría se usa cuando hay datos probatorios limitados sobre la carcinogenicidad en seres humanos, pero si hay datos probatorios suficientes de la carcinogenicidad en animales de laboratorio.
Grupo 2B: El agente es posiblemente carcinógeno para los seres humanos. Esta categoría se usa en el caso de agentes para los cuales hay datos probatorios limitados de carcinogenicidad en seres humanos y los datos probatorios de carcinogenicidad en animales de laboratorio son menos que suficientes.
Grupo 3: El agente no es clasificable en cuanto a su carcinogenicidad para los seres humanos. Esta categoría se usa con mayor frecuencia para aquellos agentes para los cuales los datos probatorios de carcinogenicidad en seres humanos son inadecuados y son inadecuados o limitados en los animales de laboratorio.
Grupo 4: El agente es probablemente no carcinógeno para los seres humanos. Esta categoría se usa para los agentes cuyos datos probatorios indican falta de carcinogenicidad en seres humanos y en animales de laboratorio.

## Niveles de contaminación
Es un hecho generalmente aceptado que las partículas en suspensión, el dióxido de nitrógeno y el ozono troposférico son los tres contaminantes que más afectan a la salud humana. Los efectos que producen las exposiciones crónicas y máximas a estos contaminantes son de gravedad variable, pudiendo abarcar desde afecciones del sistema respiratorio hasta la muerte prematura. En 2013 en torno al 90 % de la población urbana de la Unión Europea (UE) estaba expuesta a concentraciones de contaminantes atmosféricos a niveles altos considerados nocivos para la salud. Por ejemplo, se calcula que en 2013 las partículas finas (PM2.5) presentes en la atmósfera redujeron la esperanza de vida en la UE en más de ocho meses. El benzopireno es un contaminante cancerígeno que suscita mucha preocupación y cuyas concentraciones superaron en 2013 el límite establecido para proteger la salud humana en varias zonas urbanas.
Las leyes federales de Estados Unidos y del Estado de California tienen unas concentraciones de contaminantes aceptables según los Ambient Air Quality Standards.
| Contaminante                        | Tiempo de medida       | Concentración California | Concentración Estados Unidos | Concentración UE-28 (2015) | Concentración OMS AQ6 (2015) |
| ----------------------------------- | ---------------------- | ------------------------ | ---------------------------- | -------------------------- | ---------------------------- |
| PM10 Materia particulada respirable | 24 horas               | 50 µg/m³                 | 150 µg/m³                    | 50 µg/m³                   | 50 µg/m³                     |
| PM10 Materia particulada respirable | Media aritmética anual | 20 µg/m³                 | -                            | 40 µg/m³                   | 20 µg/m³                     |
| PM2.5 Materia particulada fina      | 24 horas               | -                        | 35 µg/m³                     | -                          | 25 µg/m³                     |
| PM2.5 Materia particulada fina      | Media aritmética anual | 12 µg/m³                 | 15 µg/m³                     | 25 µg/m³                   | 10 µg/m³                     |
| CO Monóxido de Carbono              | 1 hora                 | 20 ppm (23 mg/m³)        | 35 ppm (40 mg/m³)            | -                          | 30 mg/m³                     |
| CO Monóxido de Carbono              | 8 horas                | 9 ppm (10 mg/m³)         | 9 ppm (10 mg/m³)             | 10 mg/m³                   | 10 mg/m³                     |
| NO2 Dióxido de Nitrógeno            | 1 hora                 | 0,18 ppm (339 µg/m³)     | 0,10 ppm (188 µg/m³)         | 200 µg/m³                  | 200 µg/m³                    |
| NO2 Dióxido de Nitrógeno            | Media aritmética anual | 0,03 ppm (57 µg/m³)      | 0,053 ppm (100 µg/m³)        | 40 µg/m³                   | 40 µg/m³                     |